# Абдуллін Рішат Мукимович
Рішат Мукимович Абдуллін (нар. 14 березня 1916, Усть-Каменогорськ — пом. 12 листопада 1988, Алмати) — казахський радянський оперний співак (баритон).

## Біографія
Народився 1 [14] березня 1916 року в місті Усть-Каменогорську (нині Східноказахстанська область, Казахстан). Татарин. Брат-близнюк співака Мусліма Абдулліна. У 1933—1935 роках навчався в Алма-Атинському музичному технікумі, у 1936—1939 — у Казахській оперній студії при Московській консерваторії у професора А. І. Вишневського.
З 1939 по 1985 рік — соліст Казахського театру опери і балету в Алмати. Член КПРС з 1955 року. Помер в Алмати 12 листопада 1988 року. Похований в Алмати на Кенсайському кладовищі.

## Творчість
Виконував партії
- Айдар, Сугур, Артем, Тастан («Золоте зерно», «Жалбир», «Дударай», «Гвардія, вперед!» Євгена Брусиловського);
- Кожагул («Біржан і Сара» Мукана Тулебаєва);
- Абай («Абай» Ахмета Жубанова і Латифа Хаміді);
- Олжай («Бекет» Олександра Зільбера);
- Гульмат («Назугум» Куддуса Кужам'ярова);
- Онєгін («Євгеній Онєгін» Петра Чайковського);
- Демон («Демон» Антона Рубінштейна);
- Кіязо («Даїсі» Захарія Паліашвілі);
- Шарпдес («Мадам Баттерфляй» Джакомо Пуччіні);
- Жермон («Травіата» Джузеппе Верді);
- Ескамільйо («Кармен» Жоржа Бізе).

У дуеті з братом виступав як концертний співак, виконував казахські народні пісні, твори казахських і російських композиторів.

## Відзнаки
Почесні звання
- Народний артист Казахської РСР з 1947 року;
- Народний артист СРСР з 1967 року;

Премії і нагороди
- ордени Трудового Червоного Прапора (1959), Жовтневої Революції, Дружби народів (1986)[3];
- Державна премія Казахської РСР (1978; за виконання партії Абая в опері «Абай)».